# Eshref Frashëri
Eshref Frashëri (nevének ejtése ɛʃɾɛf fɾaʃəɾi; Görice, 1874 – ?, 1938. október 17.) albán politikus, építészmérnök. Az 1920-as évek első felében a hatalmát kiépítő Amet Zogolli (Zogu) frakciótársa, a nemzetgyűlés (1921–1924), majd a szenátus elnöke (1925), rövid ideig a köztársasági elnök Zogu helyetteseként Albánia alelnöke volt (1925). 1925. áprilisi Zogu-ellenes összeesküvését leleplezték, ezt követően fokozatosan kiszorult a politikai életből.

## Életútja
Görice (ma Korça) városában született muszlim családban. Konstantinápolyban építészmérnöknek tanult, majd tanulmányai után a városban telepedett le. 1914-től részt vett a konstantinápolyi albán emigráció egyik hazafias szervezetének tevékenységében.
Az első világháború lezárultával hazatért Albániába, és részt vett az ország közjogi helyzetét rendező 1920. januári lushnjai kongresszuson. Az eseményen hamar a hangadó vezéregyéniségek között találta magát, és végül harmadmagával – Aqif Elbasanival és Sylejman Delvinával kiegészülve – ő szövegezte meg az ország alkotmányos kereteit felvázoló lushnjai statútumokat. A kongresszus végeztével, 1920. január 30-án Sylejman Delvina vezetésével megalakult, és 1920. november 14-éig működő kormányban a közmunkaügyi tárcát vezette, egyúttal a miniszterelnök-helyettesi tisztséget is ő viselte. A kormány képviseletében 1920. május 26-án szülővárosában, Korçában ő jelentette be a francia hadsereg protektorátusa alatt létrejött Korçai Albán Autonóm Köztársaság küszöbön álló feloszlatását és a volt köztársasági terület visszakerülését Albániához.
1921 áprilisában az albán nemzetgyűlés képviselője, az Amet Zogolli (a későbbi Amet Zogu) személye körül csoportosuló néppárti képviselők frakciójának egyik vezetője, egyúttal a nemzetgyűlés elnöke lett. Ez utóbbi tisztséget kisebb szünetekkel egészen 1924-ig látta el. Egyes források szerint 1923-ban építészmérnökként ő készítette el az új albán főváros, Tirana első városrendezési tervét.
Miután kikiáltották az Albán Köztársaságot, 1925. március 2-án az új szenátus elnöke lett, emellett a köztársasági elnöki tisztet betöltő Zogu alelnökké is kinevezte. Ezzel Frashëri az új albán köztársaság legfőbb közjogi méltóságai közé tartozott. 1925. április 5-én a hatóságok bejelentették, hogy Zogu hatalmának megdöntésére szövetkező összeesküvést lepleztek le, amelynek központja Korça volt. Bár ekkor még nem vált nyilvánossá, az összeesküvés fő szervezője Eshref Frashëri volt, aki terveibe bevonta Myfit Libohova pénzügy- és külügyminisztert is. Libohova nem csak elhárította az összeesküvés gondolatát, de be is számolt róla és Frashëri szerepéről Zogunak. Az államfő azonban egyfelől úgy érezhette, Libohova tanúskodása nem perdöntő bizonyíték Frashëri ellen, másfelől – Zogu politikai bázisa, nagy számú támogatói Észak-Albániához kötődvén – szüksége volt az ország déli részén kiterjedt politikai kapcsolatokkal rendelkező Frashërira. Az áprilisi események után Frashëri megtarthatta posztjait, számonkérése elmaradt. A részleteket azonban az elkövetkező hónapokban a sajtó elkezdte szivárogtatni. Bár Zogu felajánlotta Frashërinak, hogy nyílt eljárásban tisztázza magát, ő inkább a lemondás lehetőségét mérlegelte. 1925. szeptember 23-án egy újabb – Ceno Kryeziu belügyminiszter vezette – Zogu-ellenes összeesküvést lepleztek le. Az államfő feloszlatta a kormányt, Frashërit pedig menesztette szenátuselnöki és alelnöki posztjáról, aki ettől függetlenül az elkövetkező években is Zogu szűkebb politikai köréhez tartozott.
Frashërit 1932-ben ismét a népgyűlés képviselőjévé választották, de eddigre a politika élvonalából már visszavonult. 1938 februárjában beválasztották az elektromos felszereléseket gyártó Sita cég igazgatótanácsába, de még ugyanabban az évben meghalt.